# Laurentides
Laurentides è una regione amministrativa del Québec, situata nella sezione meridionale della provincia. Ha una superficie di 21.563 km², e nel 2016 contava una popolazione di 589 400 abitanti.

## Suddivisioni
La regione si compone di 8 municipalità regionali di contea e un territorio equivalente.
Municipalità Regionali di Contea
- Argenteuil
- Antoine-Labelle
- Deux-Montagnes
- La Rivière-du-Nord
- Les Laurentides
- Les Pays-d'en-Haut
- Mirabel
- Thérèse-De Blainville

Riserve indiane autoctone al di fuori delle MRC
- Riserva indiana di Doncaster
- Riserva indiana di Kanesatake